# Neoathyreus pholas
Neoathyreus pholas är en skalbaggsart som beskrevs av John Obadiah Westwood 1848. Neoathyreus pholas ingår i släktet Neoathyreus och familjen Bolboceratidae. Inga underarter finns listade i Catalogue of Life.